# Víktor Tregubov
Víktor Tregubov   (Xakhti, 13 d'abril de 1965) és un aixecador de peses rus, ja retirat, que va competir durant les dècades de 1980 i 1990.
El 1992 va prendre part en els Jocs Olímpics d'Estiu de Barcelona, on guanyà la medalla d'or en la competició de pes tres-quarts pesant del programa d'halterofília. En el seu palmarès també destaquen dues medalles al Campionat del Món d'halterofília, d'or el 1993 i de plata el 1994.
Una fractura de clavícula i una posterior greu lesió al cap l'obligaren a abandonar la competició el 1995. Continuà vinculat a l'halterofília com a entrenador.